# میشل شویر
میشل شویر (انگلیسی: Michel Scheuer; ۲۰ مهٔ ۱۹۲۷ – ۳۱ مارس ۲۰۱۵) قایقران کایاک اهل آلمان بود.
وی همچنین برندهٔ جوایزی همچون برگ بوی نقره‌ای شده‌است.